# Svet Boogie Band
Svet Boogie Band  — белорусская блюз-группа. Основана в 2003 году Святославом Ходоновичем (Svet). Прекратила своё существование в 2008 году в связи со смертью основателя группы.

## История
Первоначальное название группы — «Svet & Al Boogie Band» (до июня 2004 года).
В 2004 году Сергея Котлярова заменил Алексей Золотов (ударные), Алексея Шиловича заменил Артемий Кричевский. В 2005 году Кричевского заменил Дмитрий Гаврилик, Артёма Гаврюшина — Тихон Золотов (бас). В 2006 году Гаврилика заменил вернувшийся в группу Шилович.
Группа гастролировала во Франции, Польше, Чехословакии, часто выступала в московских джазовых и блюзовых клубах.
В сентябре 2008 в ДТП погиб лидер коллектива Святослав Ходонович в возрасте 28 лет.
В 2012 году вышел двухсерийный документальный фильм SVET о музыке Святослава Ходоновича.

## Участие в фестивалях
- «Очаково Блюз» (Москва, Россия, 2003),
- «Blues v Lese» (Прага, Чехия, 2004),
- «Ural Blues Fest» (Магнитогорск, Россия, 2005),
- «Aurillac Swing Festival» (Орияк, Франция, 2005),
- «Na Skrzyzowaniu Kultur» (Варшава, Польша, 2005),
- «Пустые Холмы Блюз» (Москва, Россия, 2006),
- «Усадьба.Джаз» (Архангельское, Россия, 2006),
- «The Global Battle Of The Bands[бел.]» (мировой финал) (Лондон, Великобритания, 2006),
- «Минск Блюз» (Минск, 2006, 2007),
- «Пустые Холмы» (Малоярославец, Россия, 2007)[1].

## Награды
- 2003 год — победители фестиваля-конкурса молодых исполнителей блюза Noc Bluesowa в Раве-Мазавецкой (Польша)[2]
- 2006 год — победитель национального отборочного конкурса «The Global Battle Of The Bands» в Беларуси[1].

## Дискография
- 2003 год — «Happy With The Boogie» (альбом, CD)
- 2004 год — «Live At JVL Art Club» (концерт, DVD/CD)
- 2005 год — «Nothing But Love» (альбом, CD)
- 2007 год — «Goin' 2 London» (сингл, CD)
- 2008 год — «Live» (концерт, DVD)

## Состав
- Святослав Ходонович (Svet) — вокал, фортепиано, гармошка
- Алексей Шилович (Al) — гитара, вокал
- Сергей Котляров — ударные
- Артём Гаврюшин — бас